# Британский музей гольфа
Британский музей гольфа находится напротив тренировочной базы Королевского Старинного гольф-клуба в Сент-Андрус, Шотландия.
В музее, который открылся в 1990 году, хранятся документы об истории гольфа от средневековых времён до наших дней; как мужских, так и женских игр; как британских, так и международных; как профессиональных, так и любительских чемпионатов. В экспозиции представлено историческое снаряжение, документы об истории Королевского Старинного гольф-клуба, а также сводки правил и терминологии игры.
Британский музей гольфа имеет доступ к огромному архиву фильм. Многое из этого можно увидеть только в музее. Начиная с самых ранних сохранившихся кадров матча по гольфу, снятых в 1898 году, и видео с Открытого Чемпионата 1914 года, посетители могут смотреть на своих любимых игроков в действии, анализировать их манеру игры и вновь пережить самые яркие моменты в истории гольфа.
Музей открыт для посетителей семь дней в неделю в течение года.